# Klotoid

Ha a kormányt állandó sebességgel forgatják, az autó klotoid pályát ír le.

A klotoid (clothoid, clothoide) – más néven Cornù-féle vagy Euler-féle spirál – olyan síkgörbe, aminek {\displaystyle P} pontbeli {\displaystyle g} görbülete egyenesen arányos az O kezdőponttól mért {\displaystyle s={\widehat {OP}}} ívhosszal: {\displaystyle g=a\cdot s} .
A síkon egyenletes sebességgel haladó jármű akkor mozog klotoid pályán, ha a vezető a jármű volánját egyenletesen forgatja el. Ekkor a megtett úttal arányosan csökken a pálya simulókörének sugara, tehát az {\displaystyle R\cdot s=a} fordított arányosság is jellemzi a görbét.

## Elnevezése
A görög mitológiából ismert három párka egyike Klothon (Κλωθών). Neve a klothein (κλωθείν) = gombolyítani jelentésű görög szóból eredeztethető. A párkák a mítosz szerint az élet fonalának gombolyítói, s a klotoid a gombolyagra emlékeztető alakjáról kapta a nevét. Az irodalomban használt más elnevezései a görbe analízisében jelentős eredményeket elérő két tudósra utalnak:
- Leonard Euler (1707–1783) svájci matematikus a harmonikus oszcillátor vizsgálatához,
- Marie Alfred Cornu(wd) (1841–1902) francia fizikus a fény diffrakciós vizsgálatának tanulmányozásához, a Fresnel-integrálok grafikus ábrázolása során konstruálta a görbét.

## Leírása
A balra kanyarodó spirált a
{\displaystyle P(t)=(x,\;y)=(k\cdot C(t),\;k\cdot S(t))},
a jobbra kanyarodót a
{\displaystyle P(t)=(x,\;y)=(k\cdot S(t),\;k\cdot C(t))},
paraméteres egyenletek írják le,
ahol:
a paraméter értelmezési tartománya: {\displaystyle (-\infty <t<+\infty )},
{\displaystyle k}: a görbe méretét meghatározó hasonlósági együttható,
a két Fresnel-integrál:
{\displaystyle C(x)=\int _{0}^{x}\cos(u^{2})\,du};   {\displaystyle S(x)=\int _{0}^{x}\sin(u^{2})\,du}.
A két ágból álló páros-spirálnak az irányítását a {\displaystyle t} paraméter előjele definiálja. A koordináta-rendszer első negyedébe eső pontoknak az Origótól mért ívhossza pozitív, a harmadik negyedbe esőké negatív mértéket kap. Ugyancsak előjelezzük a pontokhoz tartozó görbületet és a görbületi sugarat: a növekvő {\displaystyle t} mellett balra kanyarodó ív adott pontjában pozitív, a jobbra kanyarodónál negatív a görbület.
A kettős spirálnak az origóban inflexiós pontja van és érinti a megfelelő tengelyt.
A {\displaystyle t\to \pm \infty } határértékhez a görbe két aszimptotikus pontja tartozik.

## Lokális adatok
A k koefficienssel adott görbén az
ívelem: {\displaystyle ds=k{\sqrt {\cos ^{2}t^{2}+\sin ^{2}t^{2}}}=k\,dt},
ívhossz: {\displaystyle s(t)={\widehat {OP}}=k\int _{0}^{t}\,dt=k\cdot t},
görbület: {\displaystyle g(t)=2k^{2}\cdot t=2ks},
görbületi sugár: {\displaystyle R(t)={\frac {1}{2ks}}},
érintő irányszöge: {\displaystyle \vartheta =t^{2}{\text{(rad)}}},
a görbület és az ívhossz aránya: {\displaystyle g(t):s(t)=2k}.

## Alkalmazása
- Az utak-vasutak egyenes és köríves szakaszának összekötésére használt átmeneti ívek egyike a megfelelően választott klotoid. Alkalmazásával az egyenes és az íves szakasz között a görbület - és ezzel a járműre ható centrifugális (tehetetlenségi) erő - egyenletesen változik.

- A hullámvasutak átfordulást biztosító hurokjánál két (rendszerint szimmetrikus) klotoid ívet használnak az előzőhöz hasonló okból.